# テネリファ (小惑星)
テネリファ (1399 Teneriffa) は、小惑星帯にある小惑星。カール・ラインムートがハイデルベルクのケーニッヒシュトゥール天文台で発見した。
スペインのカナリア諸島最大の島、テネリフェ島 (Tenerife) に因んで名付けられた。